# Lijst van rijksmonumenten in Heel
De plaats Heel telt 9 inschrijvingen in het rijksmonumentenregister. Hieronder een overzicht.
| Object                                           | Oorspronkelijke functie?  | Bouwjaar                          | Architect  | Locatie                      | Coördinaten?                  | Nr.?   | Afbeelding                                       |
| ------------------------------------------------ | ------------------------- | --------------------------------- | ---------- | ---------------------------- | ----------------------------- | ------ | ------------------------------------------------ |
| Gesloten hoeve van baksteen                      | Boerderij                 | 1735 (gemetseld jaartal)          |            | Dorpstraat 29                | 51° 10' 45" NB, 5° 53' 57" OL | 21071  | Meer afbeeldingen                                |
| Bakstenen dwarshuis, muur met poort              | Boerderij                 | 19e eeuw                          |            | Dorpstraat 31                | 51° 10' 45" NB, 5° 53' 57" OL | 21072  | Bakstenen dwarshuis, muur met poort              |
| Hoeve Bovenhof                                   | Boerderij                 | 18/19e eeuw                       |            | Dorpstraat 83                | 51° 10' 37" NB, 5° 53' 39" OL | 21073  | Meer afbeeldingen                                |
| Bakstenen huis, uitspanning het Witte Paard      | Woonhuis                  | ankerjaartal 1778                 |            | Dorpstraat 86                | 51° 10' 40" NB, 5° 53' 44" OL | 21074  | Meer afbeeldingen                                |
| Monumentaal huis                                 | Woonhuis                  |                                   |            | Dorpstraat 102               | 51° 10' 38" NB, 5° 53' 39" OL | 21075  | Meer afbeeldingen                                |
| Sint-Stephanuskerk                               | Kerk en kerkonderdeel     | 12e eeuw (toren), schip 1901/1907 | C.Franssen | Monseigneur Savelbergweg 79  | 51° 10' 38" NB, 5° 53' 48" OL | 21076  | Meer afbeeldingen                                |
| Kasteel Heel                                     | Kasteel, buitenplaats     | 17e eeuw                          |            | Monseigneur Savelbergweg 104 | 51° 10' 31" NB, 5° 53' 43" OL | 21077  | Meer afbeeldingen                                |
| Boerderij, rode baksteen onder omgaand schilddak | Bijgebouwen kastelen enz. | 18/19e eeuw                       |            | Dorpstraat 1                 | 51° 10' 52" NB, 5° 54' 20" OL | 526936 | Boerderij, rode baksteen onder omgaand schilddak |